# Angelo Maria Ciria
Angelo Maria Ciria (Cremona, 6 ottobre 1610 – Chieti, 4 aprile 1656) è stato un arcivescovo cattolico italiano.

## Biografia
Nativo di Cremona, abbracciò la vita religiosa nell'ordine dei Servi di Maria e ottenne il magistero in teologia; fu procuratore generale del suo ordine.
Eletto arcivescovo di Chieti da papa Alessandro VII il 1º giugno 1654, fu consacrato il 14 giugno successivo nella chiesa servita di San Marcello al Corso dal cardinale Giulio Cesare Sacchetti; il 22 giugno gli fu imposto il pallio dei metropoliti.
Fu sepolto in cattedrale.

## Genealogia episcopale
La genealogia episcopale è:
- Cardinale Tolomeo Gallio
- Vescovo Cesare Speciano
- Patriarca Andrés Pacheco
- Cardinale Agostino Spinola
- Cardinale Giulio Cesare Sacchetti
- Arcivescovo Angelo Maria Ciria, O.S.M.